# Belmont-sur-Lausanne
Belmont-sur-Lausanne är en ort och kommun i distriktet Lavaux-Oron i kantonen Vaud, Schweiz. Kommunen har 3 898 invånare (2023).